# Metriopepla inornata
Metriopepla inornata là một loài bọ cánh cứng trong họ Chrysomelidae. Loài này được Waterhouse miêu tả khoa học năm 1877.